# Liberálisok és Demokraták Szövetsége
A Liberálisok és Demokraták Szövetsége (románul Partidul Alianța Liberalilor și Democraților, ALDE) nevű romániai jobbközép liberális párt volt 2015 és 2022 között.

## Története

### Kezdetek
2015. június 19-én alakult a korábbi, Călin Popescu-Tăriceanu vezette Liberális Reform Pártja (PLR) és a Daniel Constantin által vezetett Konzervatív Párt (PC) fokozatos fúziójaként. Politikáját a liberalizmus hatja át.

### Működése
2022 januárban Ionuț Stroe, a Nemzeti Liberális Párt (PNL) szóvivője bejelentette, hogy a PNL és az ALDE tárgyalócsoportjai között megtörtént az első megbeszélés a két párt egyesítésével kapcsolatosan, majd két hónappal később (március 22.) a fúzió végbement.

## Választások
A Liberálisok és Demokraták Szövetsége bejelentette, hogy indulni fog a 2016-os Román önkormányzati választáson. Bejelentette, hogy indulni fog a 2016-os romániai parlamenti választáson is.

## Választási eredmények
A 2016-os romániai parlamenti választáson a Liberálisok és Demokraták Szövetsége 423 728 szavazatot kapott, ezzel 9 képviselőt küldhetett a Szenátusi házba, és 396 386 szavazatot kapott, ezzel 20 képviselőt küldhetett a román parlamentbe.

## Kormánypártként
A Liberálisok és Demokraták Szövetsége csatlakozott a Szociáldemokrata Párthoz, ezzel kormányt alakítottak és megalakult a Grindeanu-kormány Romániában.

## Külső hivatkozások
- A párt hivatalos honlapja Archiválva 2015. július 28-i dátummal a Wayback Machine-ben (románul)